# 1970년 대한민국의 영화 목록
다음은 1970년에 개봉됐던 대한민국의 영화 목록이다.

## 목록
- 《124 군부대》
- 《거북이》
- 《결혼 교실》
- 《결혼 대작전》
- 《그 분이 아빠라면》
- 《그림자 없는 여자》
- 《기러기 아빠》
- 《나는 참을 수 없다》
- 《나이프 장》
- 《너와 내가 아픔을 같이 했을 때》
- 《누가 그 여인을 모르시나요》
- 《눈물 젖은 부산항》
- 《눈물의 박달재》
- 《당신은 여자》
- 《당신을 알고 나서》
- 《돌아오지 않는 밤》
- 《돌아온 사형수》
- 《돌아온 항구의 사나이》
- 《동경 사자와 명동 호랑이》
- 《동경의 밤하늘》
- 《동백꽃 피고지고》
- 《두 아들》
- 《두 여인의 집》
- 《떠나야 할 사람은》
- 《마님》
- 《만종》
- 《먼데서 온 여자》
- 《명동 가시나》
- 《명동백작》
- 《명동의 왕과 박》
- 《모반》
- 《무영탑》
- 《미워도 다시 한번 3》
- 《밤》
- 《버림 받은 여자》
- 《벌거벗은 태양》
- 《벽 속의 여자 2》
- 《별난 새댁》
- 《별난 여자》
- 《별명 붙은 여자 2》
- 《비에 젖은 두 여인》
- 《비운의 왕비》
- 《비전》
- 《사랑아 나는 통곡한다》
- 《사랑하는 마리아》
- 《상해의 방랑자》
- 《설원의 정》
- 《성불사의 밤》
- 《세상만사 뜻대로》
- 《세조대왕》
- 《소라 부인》
- 《순결》
- 《숨겨논 여자》
- 《슬퍼도 떠나주마》
- 《슬픔을 외면할 때》
- 《시집은 가야죠》
- 《신부일기》
- 《아 임아》
- 《아무 말도 하지 않았다》
- 《아빠 엄마 오래 사세요》
- 《아파트를 갖고 싶은 여자》
- 《애와 사》
- 《약속은 없었지만》
- 《어느 소녀의 고백》
- 《얼굴 없는 여자 손님》
- 《여인의 종착역》
- 《여자가 화장을 지울 때》
- 《여자이기 때문에》
- 《왜 여자만이 울어야 하나》
- 《욕망의 사나이》
- 《울고 간 여인》
- 《울기는 왜 울어》
- 《월하의 검》
- 《유정무정》
- 《이별의 15열차》
- 《잃어버린 면사포》
- 《잊을 수가 있을까》
- 《저 하늘에도 슬픔이 2》
- 《저것이 서울의 하늘이다》
- 《처와 처》
- 《천사여 옷을 입어라》
- 《천사의 눈물》
- 《천하일색 말괄량이》
- 《첫경험》
- 《청춘무정》
- 《최고로 멋진 남자》
- 《탑골 아씨》
- 《태조 왕건》
- 《팔도 며느리》
- 《한 많은 남아 일생》
- 《항구 무정》
- 《호랑이 꼬리를 잡은 여자》
- 《호피 판사》
- 《홍콩의 마도로스》
- 《황금70 홍콩작전》
- 《황금의 부루스》

## 참고 자료
- KOFIC 영화데이터베이스

## 같이 보기
- 대한민국의 영화